# (17941) Horbatt
(17941) Horbatt (1999 JW2) – planetoida z pasa głównego asteroid okrążająca Słońce w ciągu 3,21 lat w średniej odległości 2,17 j.a. Odkryta 6 maja 1999 roku.